# Taeniophyllum manubrioliferum
Taeniophyllum manubrioliferum är en orkidéart som beskrevs av Johannes Jacobus Smith. Taeniophyllum manubrioliferum ingår i släktet Taeniophyllum och familjen orkidéer. Inga underarter finns listade i Catalogue of Life.